# Guglielmo Borghetti
Guglielmo Borghetti (ur. 25 marca 1954 w Avenza) – włoski duchowny katolicki, biskup diecezji Albenga-Imperia od 2016.

## Życiorys
Święcenia kapłańskie otrzymał 17 października 1982 i został inkardynowany do diecezji Apuania (od 1988 Massa Carrara-Pontremoli). Po święceniach został wicerektorem, a w 1986 rektorem seminarium w Massa. Od 1992 był proboszczem parafii katedralnej, pięć lat później objął probostwo w Montignoso. W latach 1999–2010 był także kierownikiem centrum teologicznego w Camaiore.
25 czerwca 2010 papież Benedykt XVI mianował go ordynariuszem diecezji Pitigliano-Sovana-Orbetello. Sakry biskupiej udzielił mu 15 września 2010 biskup Fiesole – Mario Meini.
10 stycznia 2015 papież Franciszek mianował go biskupem koadiutorem diecezji Albenga-Imperia. 1 września 2016 po rezygnacji z urzędu poprzednika objął rządy w diecezji.